# Łukasz Simlat

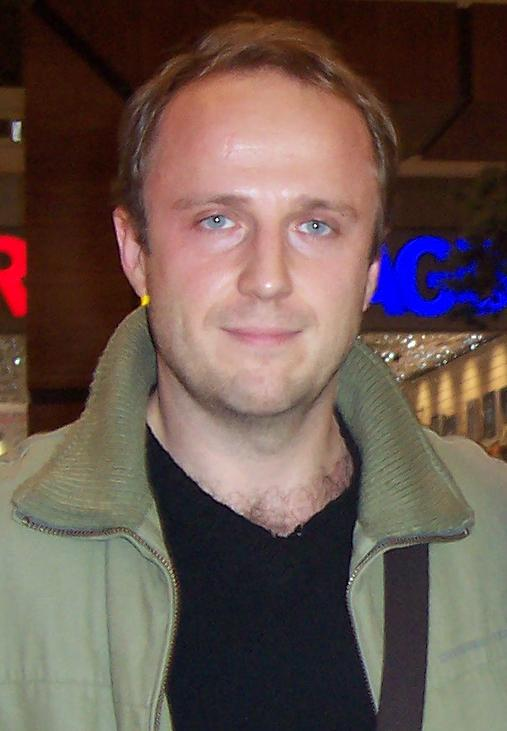
Łukasz Simlat, 2010

Łukasz Simlat (* 11. Dezember 1977 in Sosnowiec) ist ein polnischer Schauspieler, der aus Film und Theater bekannt ist. Er beendete 2000 sein Studium an der Akademia Teatralna Warschau und ist seit 2007 Schauspieler am Teatr Powszechny in Warschau.

## Theaterrollen (eine Auswahl)
- 1999: Totenfeier
- 2000: Zwei Herren aus Verona
- 2000: Die Möwe
- 2001: Die Lebensrente
- 2006: Drei Schwestern
- 2009: Einer flog über das Kuckucksnest

## Filmografie (Auswahl)
- 2002: Sfora
- 2002–2004: Ludzie wśród ludzi
- 2003: Warszawa
- 2003: Zerwany
- 2003–2005: Defekt
- 2004: Moje miejsce
- 2004: Długi weekend
- 2004: Vinci
- 2005: Kochankowie z Marony
- 2005: PitBull
- 2005: Wiedźmy
- 2005: Kryminalni
- 2005: Klinika samotnych serc
- 2005: Auschwitz. Naziści i "ostateczne rozwiązanie"
- 2006: Wszyscy jesteśmy Chrystusami
- 2006: Statyści
- 2006: Królowie śródmieścia
- 2006: Apetyt na miłość
- 2006: Mrok
- 2007: Hania
- 2007: Prawo miasta
- 2007: Pokój szybkich randek
- 2008: Nie kłam, kochanie
- 2008: Mała wielka miłość
- 2008–2009: BrzydUla
- 2008: Niania
- 2008: Czas honoru
- 2008: Na dobre i na złe
- 2008: Niezawodny system
- 2008: Herrn Kukas Empfehlungen (Lekcje Pana Kuki)
- 2009: Absturz über Gibraltar (Generał. Zamach na Gibraltarze)
- 2009: Generał
- 2012: An Enemy To Die For (En fiende att dö för)
- 2013: Im Namen des… (W imię…)
- 2016: United States of Love (Zjednoczone Stany Miłosci)
- 2019: Der Usedom-Krimi: Mutterliebe
- 2019: Corpus Christi
- 2020: Der Masseur (Never Gonna Snow Again)
- 2021: Furioza
- 2021–2024: Im Sumpf (Rojst, Fernsehserie, 12 Folgen)
- 2022: Lieferung vor Weihnachten (Jeszcze przed swietami)
- 2022: Glitter (Brokat, Fernsehserie, 8 Folgen)

## Auszeichnungen
Polnischer Filmpreis
- 2020: Auszeichnung als Bester Nebendarsteller (Corpus Christi)